# 西张村遗址 (元氏县)
西张村遗址，位于中国河北省石家庄市西张村，为石家庄市元氏县的一个全国重点文物保护单位，类型为古遗址，公布时间为2013年5月。
西张村遗址的历史年代为商周。